# Céroplastie
Pour les personnages célèbres en cire, voir Musée de cire.

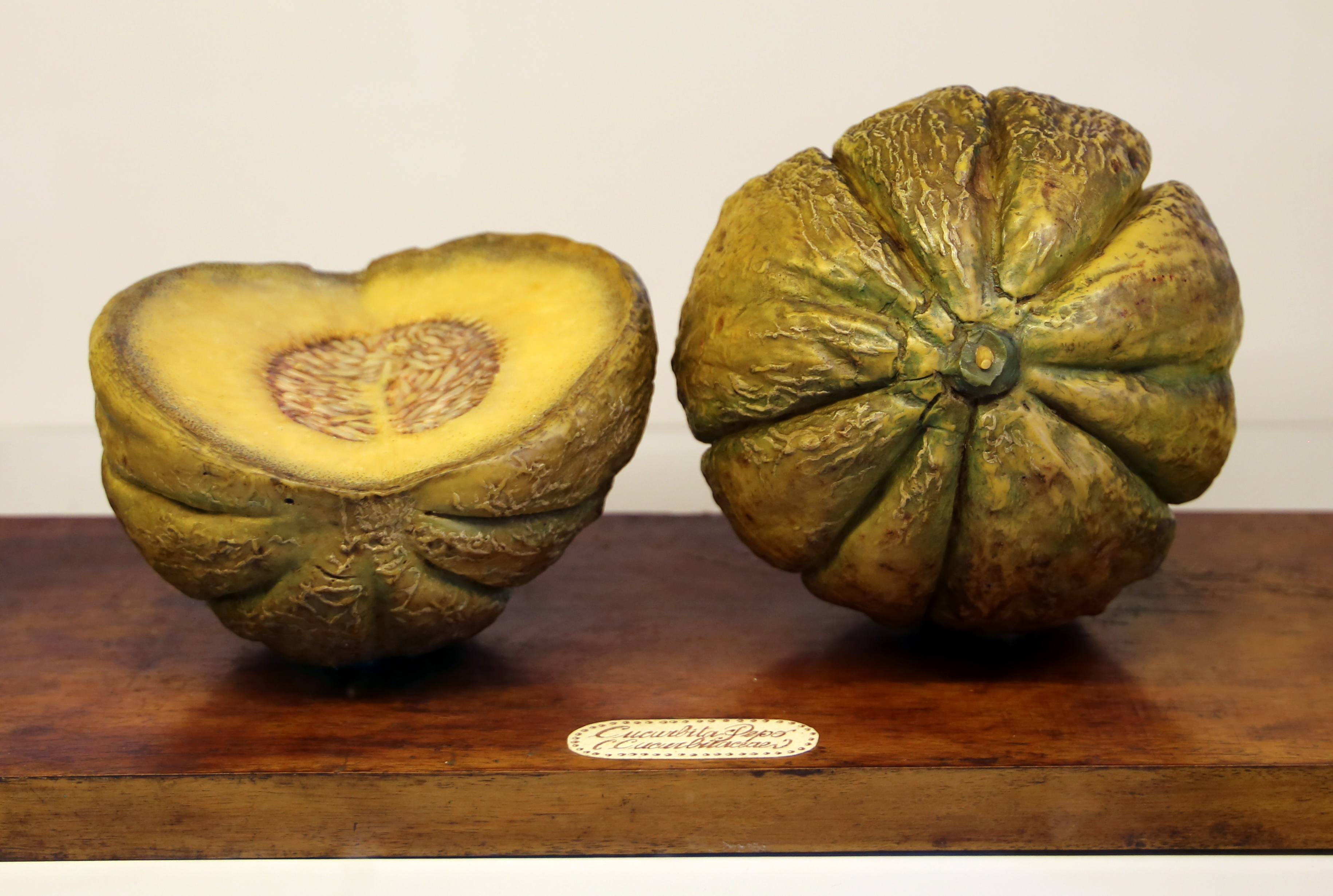
Silvio Serantoni, Cucurbita pepo (début des années 1850), cire polychrome, jardin botanique de Pise.

La céroplastie, ou céroplastique, est l'art de modeler la cire.

## Cires votives et funéraires et portraits

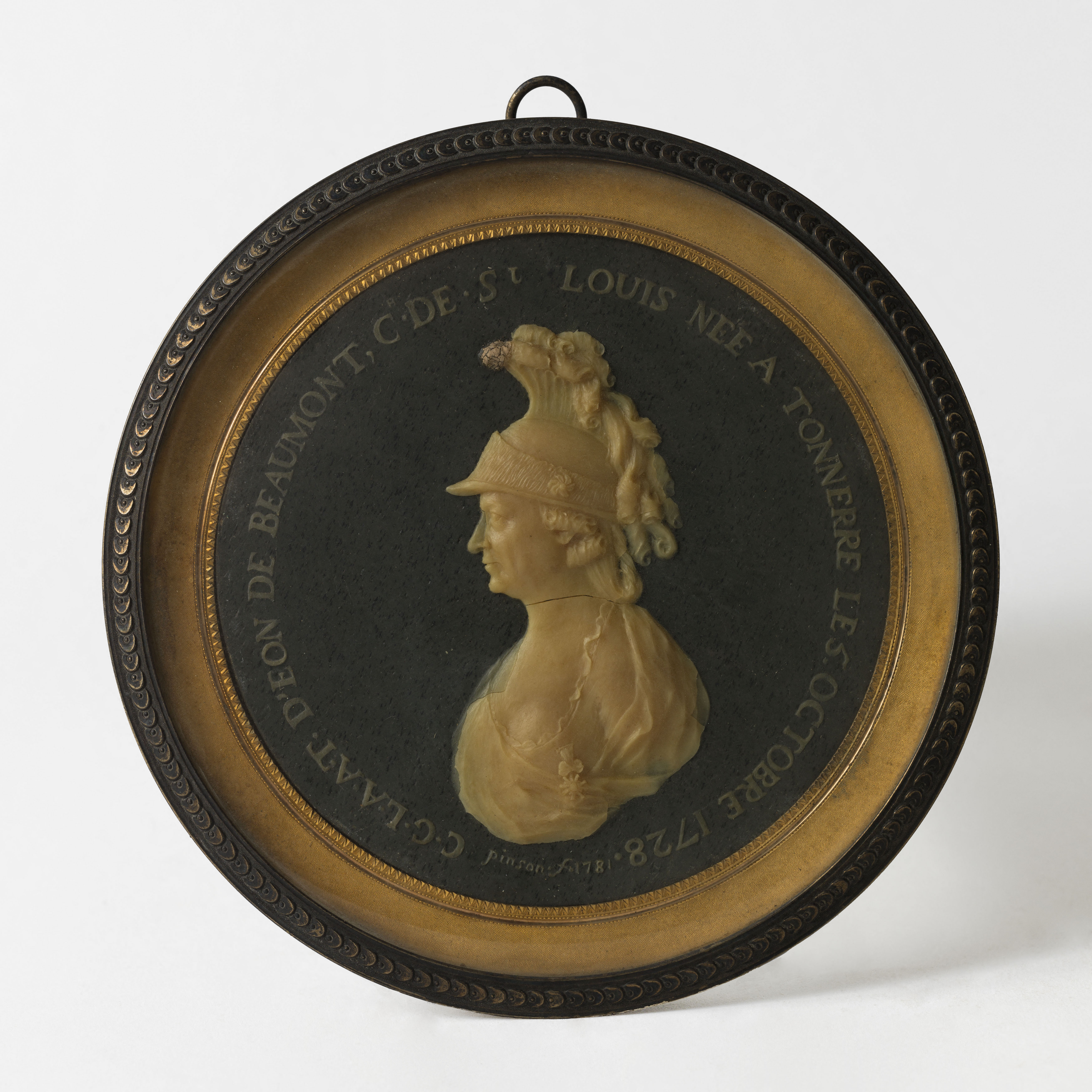
Portrait de cire en médaillon du Chevalier d'Éon par André-Pierre Pinson (1781).

Pline l’Ancien (23-79 av. J.-C.), rapporte dans son Histoire naturelle, livre XXXV, que Lysistrate de Sicyone fut « celui qui, le premier de tous, fit un portrait d’homme avec du plâtre, en prenant un moulage sur le visage même, puis imagina de verser de la cire dans ce moule en plâtre, cire sur laquelle il procédera à des retouches ». Ce procédé est repris chez les Romains dans les domaines du culte votif et de l’art mortuaire.
La cire est utilisée dès la fin du Xe siècle pour réaliser des effigies funéraires, commémoratives ou religieuses, notamment royales ou de saints. Les offrandes votives connaissent une forte popularité à Florence du XIIIe au XVIIe siècle. En 1568, dans la seconde édition des Vies des meilleurs peintres, sculpteurs et architectes, Giorgio Vasari se livre ainsi à l'éloge d’Orsino Benintendi (it), le plus illustre représentant dans la sculpture votive en cire de grandeur naturelle de son époque. À la basilique de Saint-Denis on conservait jusqu'à la Révolution des bustes des rois de France en cire yeux ouverts, réalisés par les artistes de la cour, à partir du masque mortuaire et du moulage des mains réalisés dès la mort du souverain. On peut toujours voir le Portrait funéraire d'Henri IV par Michel Bourdin (Paris, musée Carnavalet) ou celui dû à Guillaume Dupré (Chantilly, musée Condé). Ces usages conduiront leurs praticiens à créer, à partir du XVIIIe siècle, des cabinets puis des musées de cire.
Le buste de profil en cire du roi Louis XIV, réalisé vers 1705 par Antoine Benoist, qui le premier réalisa une exposition de mannequins de cire en public, a été acquis par le musée de l'Histoire de France à Versailles en 1856.

## Figurines de l'enfant Jésus en cire

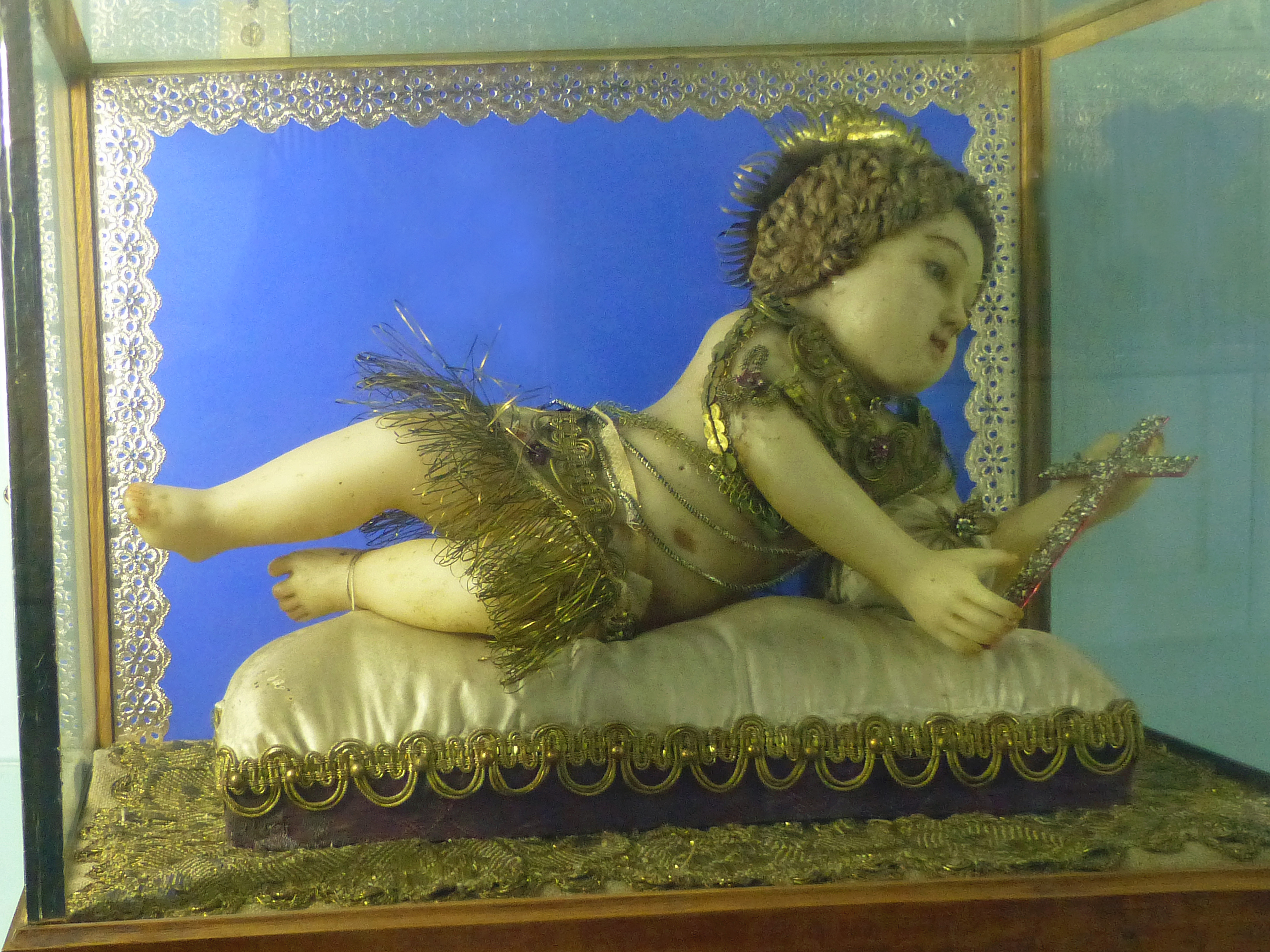
Enfant Jésus de cire. Collection du Musée alsacien de Haguenau.

La tradition de réaliser des enfants Jésus en cire a été amenée en Nouvelle-France par les premières communautés religieuses de femmes venues de France et s'y est propagée au début du XVIIe siècle.

## Cires habillées nancéiennes
Au XVIIIe siècle à Nancy, des figurines de cire sont mises en scène dans des boîtes en carton et utilisées comme tableaux de dévotion, à l'origine transportables.

## Cires anatomiques
Selon Blaise de Vigenère, le premier modeleur de cires anatomiques serait un « maître Jacques natif d'Angolesme » encore mal identifié ; il pourrait s'agit du sculpteur Pierre Jacques (1520-1596) né et mort à Reims, qui séjourna un temps à Angoulême et se trouvait à Rome dans la deuxième partie du XVIe siècle : « & de luy encore sont ces trois grandes figures de Cire noire au naturel, gardées pour un tres-excellent joyau, en la librairie du Vatican, dont l'une montre l'homme vif, l'autre comme s'il estoit escorché, les muscles, nerfs, veines, arteres, & fibres, & la troisiesme est un Skeletos, qui n'a que les ossemens avec les tendons qui les lient & accoupplent ensemble. »

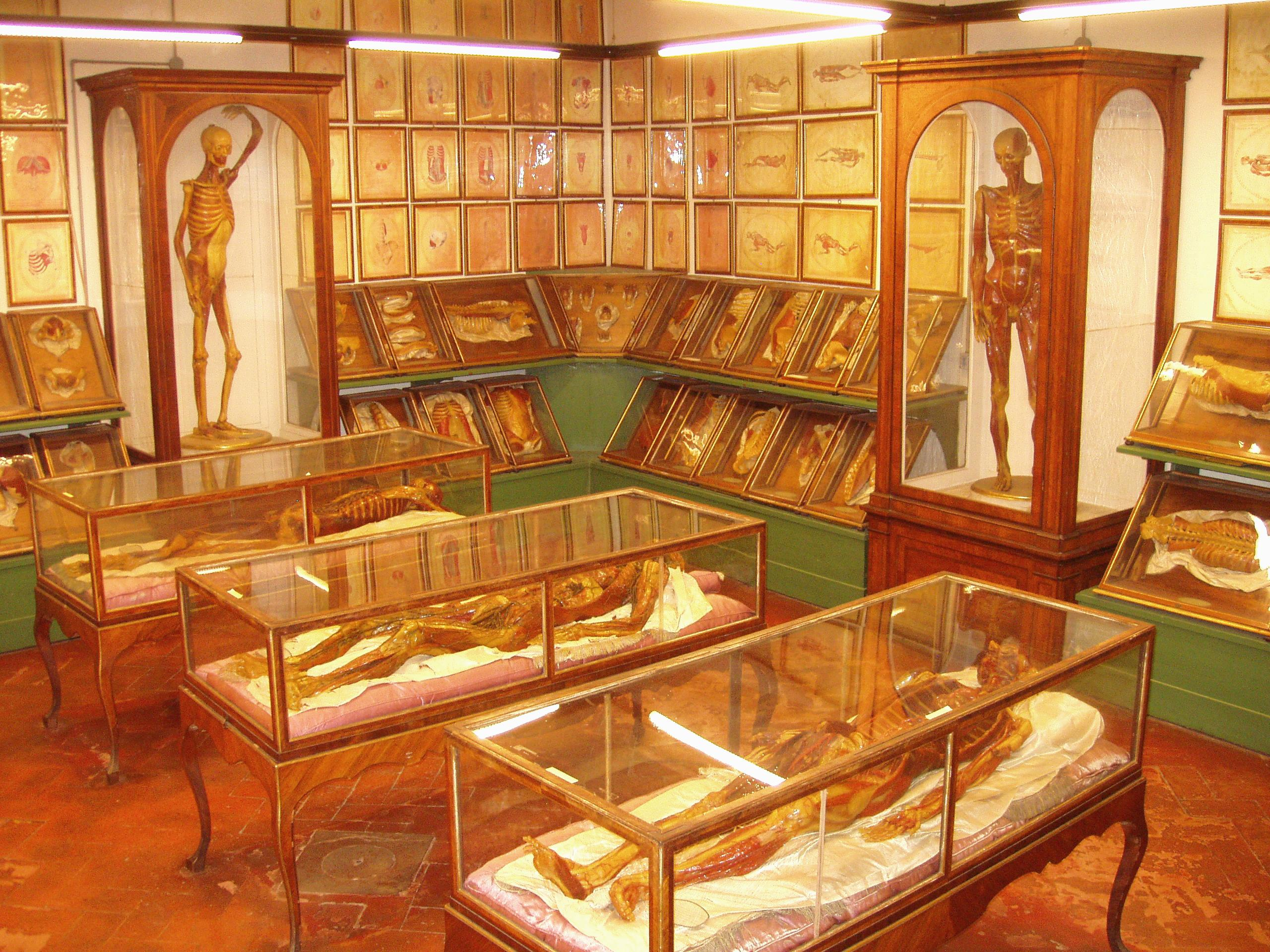
Galerie de cires anatomiques du musée de la Specola de Florence.

### École italienne
La céroplastique se développe en tant que sous-discipline de l'anatomie avec les travaux de l'abbé sicilien Gaetano Zumbo, en particulier à compter du moment où il s'associe avec le chirurgien français Guillaume Desnoues. Sa Tête de vieillard de 1701, présentée au musée de l'Homme à Paris, est considérée comme l'acte de naissance de l'art anatomique à vocation scientifique avec celle antérieure conservée au musée de la Specola de Florence. L'essor rapide de la céroplastie anatomique la conduit à se transformer en proto-industrie à Bologne, puis surtout Florence au milieu du XVIIIe siècle, où, avec le soutien du grand-duc Pierre-Léopold, l'atelier florentin de céroplastie (it),  dirigé par Felice Fontana, s'installe dans les années 1770. Aidé par des artistes comme Clemente Susini, Felice Fontana y travaille pendant vingt ans à l'établissement de véritables collections qui deviennent une étape obligée des voyageurs de passage dans la ville. 
Les machines anatomiques de la Chapelle Sansevero (Naples), datant de 1763-1764 environ, se présentent sous la forme de deux corps avec leur système cardio-vasculaire en fils métalliques, fibres et cires colorées, et de quelques organes que l'on pense faits à base de bois et cire.

### École française
Une éphémère « École de préparations anatomiques » en cire, ou « École d’anatomie artificielle » fut créée à Rouen, avec à sa tête Jean-Baptiste Laumonier, qui a laissé des pièces anatomiques conservées au Muséum d'histoire naturelle de Rouen. François Merry Delabost rendit hommage à ce dernier : « La France […] a aujourd'hui l'honneur de surpasser l'Italie dans l'art des représentations anatomiques ; mais cet art n'y est jusqu'à présent possédé que par le seul M. Laumonier dans ce degré de perfection. » Il rappela ensuite les noms de quelques élèves prestigieux de cette école, notamment Jules Cloquet et son frère  Hippolyte, Emmanuel Rousseau, Flaubert père, qui, en 1831, fit don au Cabinet d'histoire naturelle dirigé par Félix-Archimède Pouchet — qui était son ancien élève à l'école de cérosplastie — de l'écorché de Laumonier. 
André-Pierre Pinson est connu surtout pour ses cires anatomiques réalisées à la fin du XVIIIe siècle pour le cabinet de curiosité du duc d'Orléans, dont La Femme à la larme conservée au musée de l’Homme à Paris. Le poste de « modeleur en cire » a été créé spécifiquement pour lui en 1795 à l'École de santé de Paris.
La riche collection de moulages phrénologiques (en plâtre ou en cire) réunie par Franz Joseph Gall fut léguée au Museum d'Histoire naturelle en 1832, rejointe plus tard par celle d'Alexandre Dumoutier, qui avait ouvert en 1837 un Musée phrénologique rue de Seine. Guy aîné, prédécesseur de Vasseur, publia en 1845 dans une Anatomie en cire, anatomie humaine et comparée, phrénologie, histoire naturelle la liste des modèles en cire que l'on pouvait voir chez lui.
La Maison Tramond, créée vers le milieu du XIXe siècle au 9, rue de l'École-de-Médecine, était spécialisée dans les modèles anatomiques et ostéologiques. P. G. Tramond présenta aussi des bustes moulés sur des types ethniques divers, des squelettes d'animaux… Il travailla avec un dénommé Vasseur (Tramond successeur) en 1877, contemporain de Talrich fils.

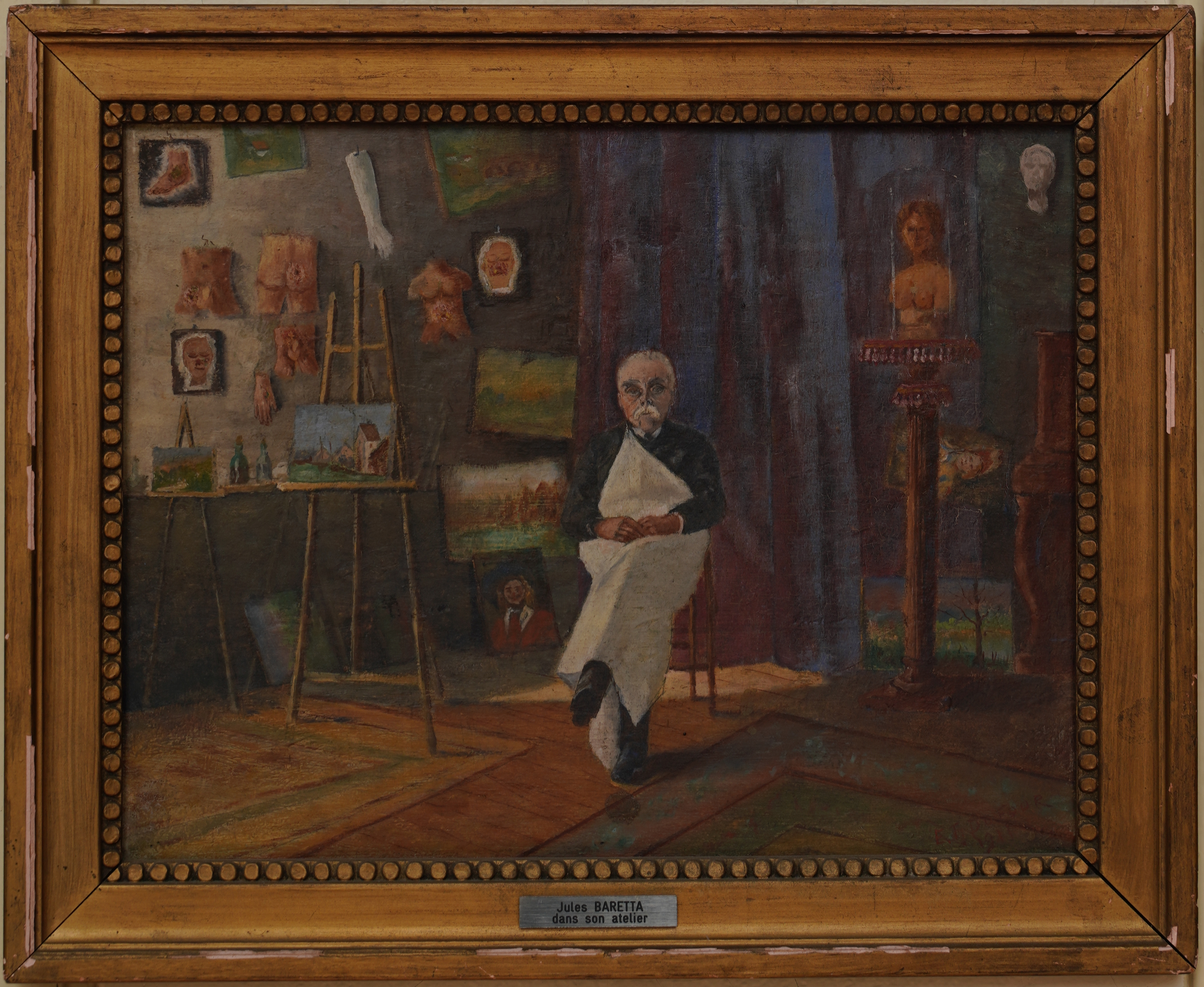
Cabinet de Jules Baretta au Musée des Moulages.

Jules Baretta, au 40, rue Bichat (dans un angle du jardin de l’hôpital Saint-Louis), est connu pour des pièces d'anatomie représentant les maladies de la peau. Elles sont exposées au musée des moulages dermatologiques de cet hôpital. Baretta était autorisé à en faire des copies qu'il vendait, notamment à l'étranger, sans doute au musée créé par William James Erasmus Wilson (en).
Jules Talrich (1826-1904) « modeleur de la faculté de médecine de Paris » au 97, boulevard Saint-Germain, réalisa des « modèles d'anatomie et travaux d'art en cire résistante et Staff-Peint ». Il possédait en outre une collection de cires artistiques : des bas-reliefs, des portraits (dont celui d'Adrienne Lecouvreur, qui pourrait être d'Antoine Benoist), des hauts-reliefs et des figurines.
Par la suite, portée par l'engouement de l'époque pour la monstruosité, la céroplastie bascule de la représentation du normal à celle du pathologique, ce qui entraîne finalement sa relégation aux champs de foire, où elle disparaît en tant que filière au début du XXe siècle, à l'exception notoire du musée du docteur Spitzner, dont les collections étaient encore visibles jusqu'au milieu des années 1970, notamment à la Foire du Midi à Bruxelles.

### Collections de cires anatomiques

#### EnAutriche
- Université de médecine de Vienne.

#### EnFrance
- Maison-Alfort : musée Fragonard.
- Montpellier, université de Montpellier : musée Spitzner et musée d'anatomie Delmas-Orfila-Rouvière (disparus en 2011).
- Paris :
  - musée d'histoire de la médecine ;
  - musée des Moulages dermatologiques de l'hôpital Saint-Louis[13],[14] ;
  - campus de Jussieu de Sorbonne Université : musée Dupuytren (disparu en 2016).

#### EnItalie
- Florence : musée de la Specola.

## Cires botaniques

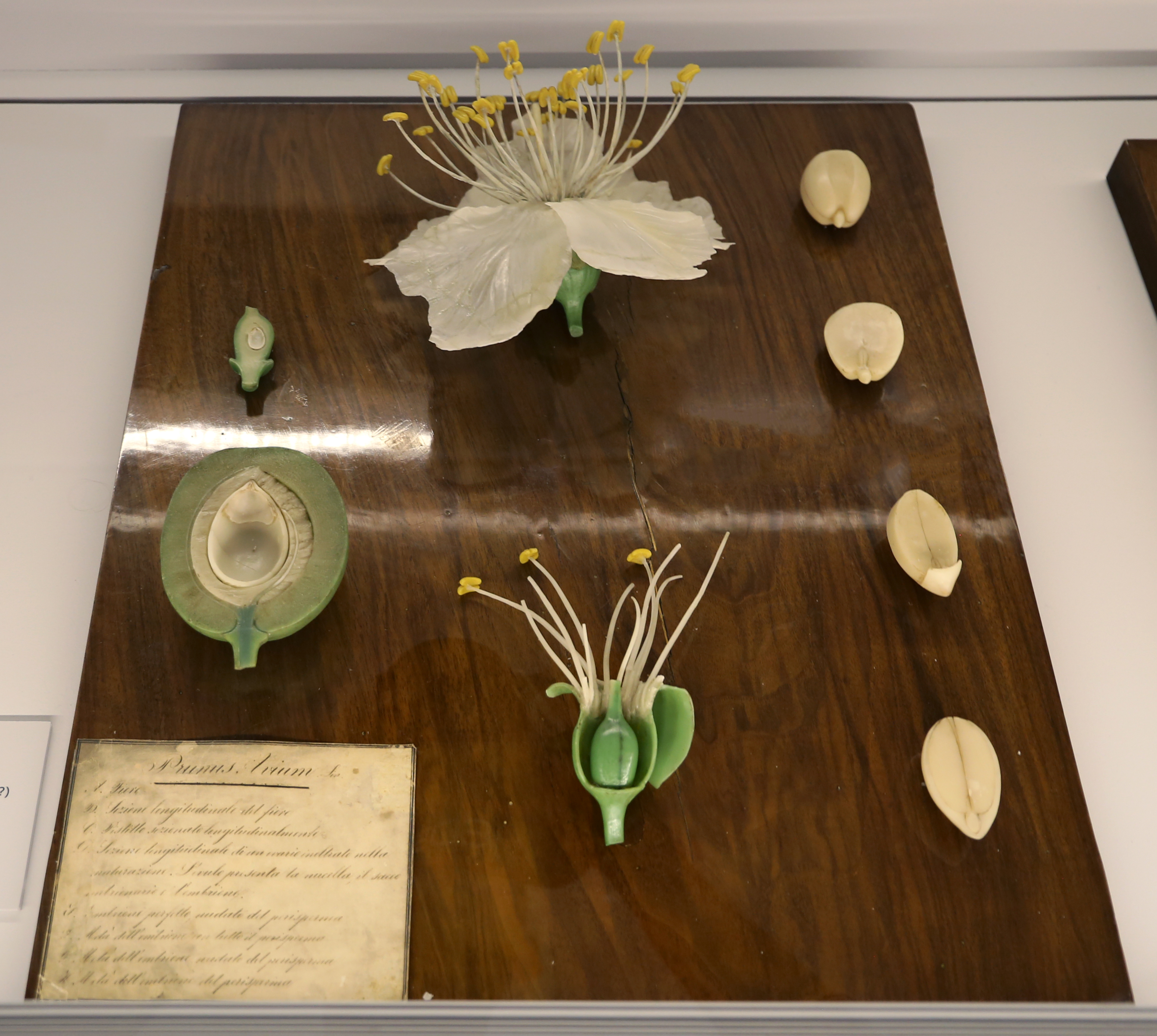
Modèles de fleur de Prunus avium en cire. École de Luigi Calamai, collection du Musée botanique de Florence.

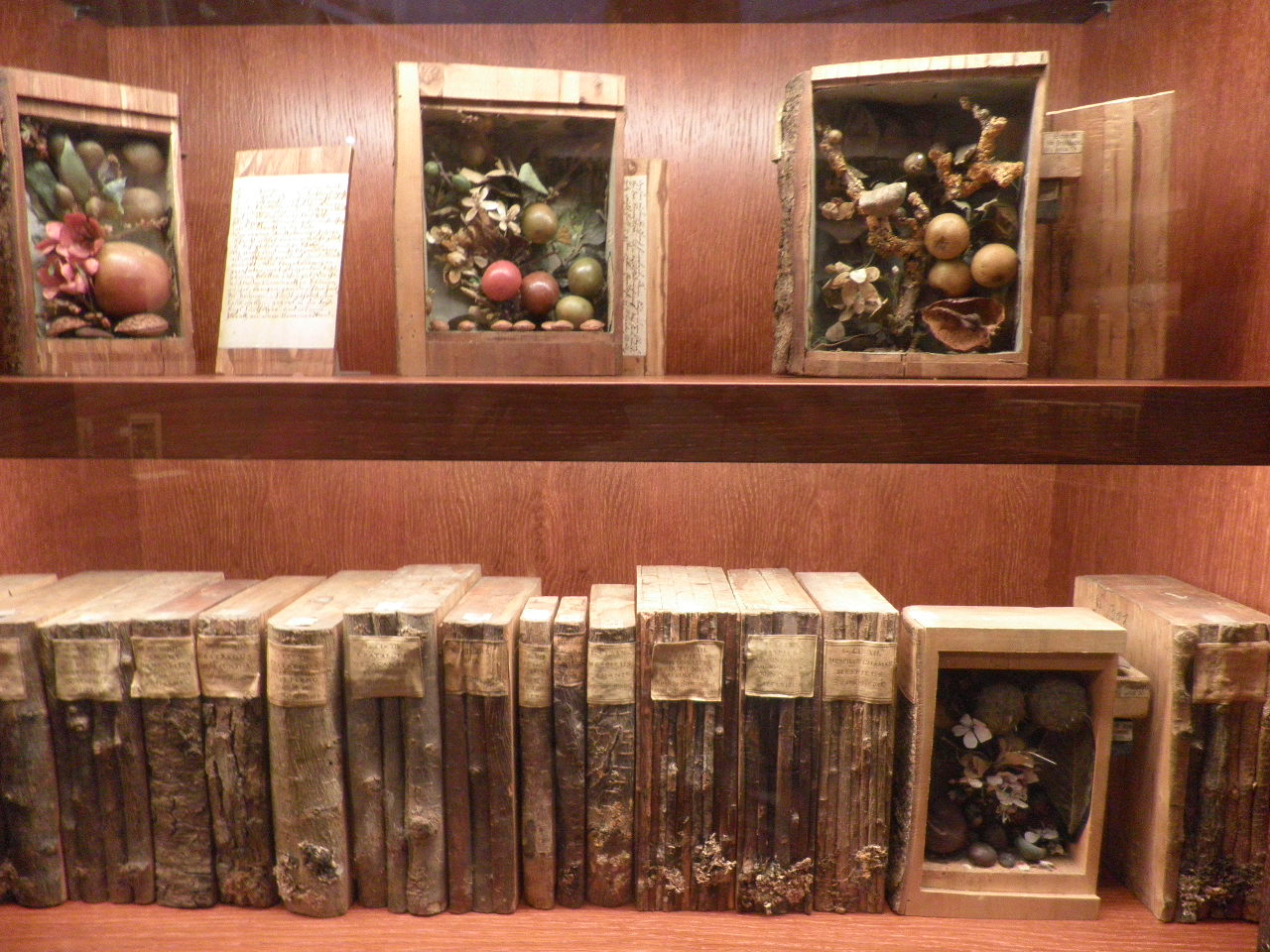
Volumes de la « bibliothèque de bois » de Carl Schildbach.

L'atelier florentin de céroplastie a produit de nombreux modèles de plantes en cire conservés au Musée de botanique de Florence.
En France, André-Pierre Pinson (1746-1828) fabrique des champignons en cire inspirés de gravures dues à Pierre Bulliard (1742-1793). 
Entre 1771 et 1799, le naturaliste allemand Carl Schildbach confectionne une bibliothèque de bois dont chaque volume est conçu comme une petite vitrine d'un bois différent, fermée par un couvercle coulissant, montrant un arrangement en trois dimensions de matériel séché et de modèles en cire de rameaux, de feuilles, de fleurs et de fruits, retraçant le cycle de vie de l'espèce, avec ses parasites éventuels.
Louis Marc Antoine Robillard d'Argentelle rentre de l’île Maurice en 1826, rapportant 112 fruits et plantes tropicaux en cire, en taille réelle, qu’il avait fabriqués dans les années 1803-1826 et qui furent exposés (sous le nom de Carporama) en 1829 à Paris au 2, rue de la Grange Batelière : un catalogue des modèles exposés fut alors édité. Sa collection a été donnée au Muséum national d'histoire naturelle en 1887.